# 弗賴哈內斯
弗賴哈內斯是危地馬拉的城鎮，由危地馬拉省負責管轄，位於該國南部，距離首都危地馬拉市30公里，面積96平方公里，海拔高度1,585米，2002年人口47,248。
14°28′N 90°26′W / 14.467°N 90.433°W